# Гауреское староство
Гау́реское староство (лит. Gaurės seniūnija) — одно из 8 староств Таурагского района, Таурагского уезда Литвы. Административный центр — местечко Гауре.

## География
Расположено на западе Литвы, в юго-восточной части Таурагского района, в Нижненеманской низменности.
Граничит с Батакяйским староством на севере, Таурагским — на западе и севере, Таурагским городским — на западе, Вешвильским староством Юрбаркского района — на юге, Юрбаркайским староством Юрбаркского района — на юге и востоке, и Эржвилкским староством Юрбаркского района — на северо-востоке.

## Население
Гауреское староство включает в себя местечко Гауре и 46 деревень.